# Katalin Zamiar
Katalin Rodriguez-Ogren (nome de solteira Katalin Rodriguez Zamiar) (n. 14 de agosto de 1973 em Chicago) é uma artista marcial estado-unidense , jornalista esportista e atriz.

## Biografia
Katalin Zamiar é formada em Ciência forense na Universidade de Illinois e possui uma licenciatura em Antropologia pela mesma universidade. Ela estudou artes marciais desde 1982 e é uma artista marcial realizada segurando faixas pretas em Tae Kwon Do, Karate Goju, e Shorin Ryu Karate.
A partir de 2010, ela é dona da POW! Mixed Martial Arts e centros de formação Chicago Krav Maga. Junto com o ensino em seu centro de treinamento no centro de Chicago, Zamiar as vezes cobre o Ultimate Fighting Championship para a revista Grappling, concentrando-se principalmente em características e entrevistas. Ela tem mais de 150 artigos publicados em revistas de artes marciais diversas, incluindo Black Belt e Inside Kung Fu, entre outros, e tem sido destaque nas revistas Shape, Allure e Self.
Katalin é uma fitness internacional e apresentadora de ensino de artes marciais em várias conferências de Taipei para Aruba,  e passou algum tempo como porta-voz para o RevGear, empresa de artes. Ela também escreve matérias e manuais de condicionamento, e é um treinador de destaque na Podfitness.com.

## Em videojogos e cinema
Zamaiar interpretou as personagens Kitana, Mileena, e Jade  no videogame Mortal Kombat II, de 1993, para a qual foi trazida pelos criadores da série que frequentavam sua academia, Ed Boon e John Tobias. Durante a produção, em que foi filmada com o traje azul de Kitana, trocado na pós-produção para ter cores diferentes nas outras personagens, ela sugeriu a personagem de Jade. Em 1997, Zamiar, juntamente com Philip Ahn (Shang Tsung em MKII) e Elizabeth Malecki (Sonya in Mortal Kombat), entraram com uma ação judicial contra a Midway Games sobre a falta de royalties para as versões caseiras do game,  um caso em que Midway saiu vitoriosa.
Em 1995, ela e os colegas atores de Mortal Kombat Ho Sung Pak (Liu Kang no jogo e seu namorado na época ), Daniel Pesina, e Phillip Ahn apareceram em Thea Realm Fighters, um game de luta nunca lançado produzido exclusivamente para o Atari Jaguar. Mais tarde, ela fez duas vídeos de treinamento de artes marciais com Pak. Em 1996, ela interpretou a ninja Chae Lee no jogo Catfight.
Em 2003, ela desempenhou um papel menor no filme de artes marciais Book of Swords.  Em homenagem ao seu alter egos em Mortal Kombat, Katalin mais uma vez interpretava um personagem ninja do sexo feminino, vestidos com roupas semelhantes aos seus homólogos MKII e ainda empunhando duas sai como Mileena. O filme também é estrelado por Pesina, Pak, e um outro ator Mortal Kombat, Richard Divizio, que também são observados em vestuário estilo MK ao longo do filme.
Ela também pode ser vista em vídeos de fitness e artes marciais.